# ناس الحومة
ناس الحومة هو مسلسل كوميدي مغربي عُرض سنة 2013، من إخراج رشيد الوالي، وبطولة كل من حسن فولان، سعيدة باعدي، عائشة ماه ماه، المحجوب الراجي، زهور السليماني، رشيد الوالي، عبد الكبير الركاكنة، نرجس الحلاق، المهدي فولان، وغيرهم. بث المسلسل طيلة شهر رمضان 2013 على القناة الثانية المغربية.

## القصة
تدور أحداث المسلسل في حي شعبي بمدينة المحمدية، حيث يعيش سكانه حياة بسيطة ملؤها التآزر والمحبة المتبادلة. تتغير حياتهم فجأة عندما يعلن مستثمر طموح عن نيته هدم الحي لبناء مركز تجاري حديث، مما يهدد أمنهم وكيانهم الاجتماعي. هذا التهديد يزرع الشك والفتنة بين الجيران، ويكشف الستار عن أسرار وتوترات دفينة كانت تختبئ تحت سطح الحياة اليومية. وسط هذه الأزمة، يتحد السكان للدفاع عن حارتهم وحفاظاً على تاريخهم وهويتهم، عبر مبادرات اجتماعية وثقافية تنبع من حبهم العميق لأرضهم ومجتمعهم.

## طاقم التمثيل
- حسن فولان بدور مرزوق
- سعيدة باعدي بدور عائشة
- عائشة ماه ماه بدور مي فطومة
- المحجوب الراجي بدور المختار
- زهور السليماني بدور راضية
- رشيد الوالي بدور الفقيه
- عبد الكبير الركاكنة بدور عسو
- نرجس الحلاق بدور حفصة
- المهدي فولان بدور عادل
- يوسف الجندي بدور نور الدين
- هشام الوالي بدور مروان
- محمد عاطر بدور علي
- جواد السايح
- أحمد الشركي

## وصلات خارجية
- ناس الحومة على موقع قاعدة بيانات الأفلام العربية